# Markoye
Markoye ist ein Departement und zugleich eine Gemeinde (französisch commune rurale)  über eine Fläche von 1319 km² in der Provinz Oudalan der Region Sahel des westafrikanischen Staates Burkina Faso.
Im Departement wird Mangan und Gold abgebaut. Das Mare de Markoye stellt ein wichtiges Wasserreservoir für Mensch und Vieh dar. In Markoye findet einmal pro Woche ein Markt statt.